# Mikołajowska Obwodowa Administracja Państwowa
Mikołajowska Obwodowa Administracja Państwowa – obwodowa administracja państwowa (ODA), działająca w obwodzie mikołajowskim Ukrainy.

## Przewodniczący ODA
- Mikoła Krugłow (od 19 lipca 1995 do 23 listopada 1999)
- Oleksii Harkusza (od 26 listopada 1999 do 17 stycznia 2005)
- Mykoła Palijczuk (od 4 lutego 2005 do 11 lipca 2007)
- Oleksij Harkusza (od 11 lipca 2007 do 18 marca 2010)
- Mykola Krugłow (od 18 marca 2010 do 10 stycznia 2014)
- Hennadij Nikolenko (od 10 stycznia do 2 marca 2014)
- Mykola Romanczuk (od 2 marca 2014 do 28 lipca 2014)
- Wadym Merikow (od 28 lipca 2014 do 24 czerwca 2016)
- Oleksij Sawczenko (od 6 października 2016 do 11 czerwca 2019)
- Wiaczesław Bon (p.o. od 11 czerwca do 20 sierpnia 2019)
- Oleksandr Stadnik (od 18 września 2019 do 17 października 2020)
- Heorhij Reszetilow (p.o. od 17 października do 25 października 2020)
- Witalij Kim (od 25 października 2020)